# Малый Лужок (Плюсский район)
Малый Лужок — деревня в Плюсском районе Псковской области. Входит в сельское поселение Плюсская волость.

## География
Деревня расположена в 6 км к северо-востоку от районного центра — посёлка Плюсса, у железной дороги Псков — Плюсса — Луга. В 0,5 км к юго-востоку от деревни находится остановочный пункт 177 км.

## Население
Численность населения деревни по оценке на конец 2000 года составляла 13 человек, по переписи 2002 года — постоянное население отсутствовало.